# Wonder Stories

Первый номер «Wonder Stories» (июнь 1930 года)

«Wonder Stories» — американский научно-фантастический журнал, созданный Хьюго Гернсбеком путём слияния двух ранее издававшихся им журналов «Air Wonder Stories» и «Science Wonder Stories».

## Расцвет
Первый номер «Wonder Stories» вышел в июне 1930 года. Издателем его значилась издательская компания Гернсбека Stellar Publishing Corporation, а редактором — сам Гернсбек; однако реально всю редакторскую работу для журнала выполнял его ассистент Дэвид Лассер. Именно благодаря его усилиям журнал оказался достаточно конкурентоспособным рядом с успевшим стать архаичным «Amazing Stories» и поначалу слишком развлекательным и легковесным «Astounding Science Fiction».

Дэвид Лассер быстро пришёл к выводу, что публиковавшаяся Гернсбеком фантастика большей частью интересна лишь крайне нетребовательному читателю. Для расширения аудитории и подъёма престижа журнала Лассер обратился к постоянным авторам с письмом, в котором предлагал им забыть о «космической опере», рассказах о гигантских насекомых и историях о победе героя над очередным космическим чудищем. Лассер писал:

«В научной фантастике следует придерживаться реалистического подхода в том, что касается реакции персонажей, индивидуальной и групповой, на открытия и изобретения. Развитие сюжета должно быть рациональным, хотя и не в ущерб драматическому построению, описанная ситуация оставаться убедительной, а персонажи должны иметь личностные характеристики. Другими словами: позвольте себе в рассказе одно фундаментальное допущение — что возможно какое-то изобретение или открытие, — а затем покажите, какие логические и событийные последствия оно может иметь для мира, а также то, чем это обернётся для участвующих в сюжете персонажей. Современный научно-фантастический сюжет не обязательно должен быть всемирно-эпическим. Скорее он должен углублённо показывать какой-то конкретный этап развития будущей цивилизации.»

Лассер также поощрял попытки авторов нарушить разнообразные негласные ограничения, существовавшие в тогдашней фантастике, — например, использовать тему религии, исследовать изменение роли полов в обществе будущего, ставить под сомнение социальные запреты. Тогда же впервые тема героики в освоении космоса стала расширяться, авторы стали показывать не только победы человека в борьбе с неизвестным, но и тяжелые поражения.
Следствием редакторских усилий Лассера стало появление нового образа фантастического произведения, заметный рост художественного уровня публикуемых в журнале текстов и общее «взросление» жанра.
Среди заметных авторов, публиковавшихся в журнале в этот период, были Кларк Эштон Смит, Эдмонд Гамильтон, Джек Уильямсон, Клиффорд Саймак, Джон Уиндем (который тогда подписывал свои произведения именем Джон Бейнон Харрис), П. Скайлер Миллер, Лоуренс Мэннинг, Лесли Ф. Стоун, Фрэнк К. Келли, Фрэнсис Флэгг, Эд Эрл Рипп, Дэвид Г. Келлер, Джон Тэйн, Барнс, Артур К., Джон В. Кэмпбелл.
В этот период выпускалось также ежеквартальное приложение к журналу «Wonder Stories Quarterly» (1930—1933).

## Закат
По мере того, как Депрессия охватывала всё новые области экономики США, трудности издательской компании Гернсбека росли и довольно высокая зарплата, которую получал Лассер, стала для Гернсбека обременительной. Кроме того, Лассер стал заметной фигурой в общественном движении в защиту безработных, что в конце концов и стало поводом для его увольнения с поста ассистента редактора журнала в июле 1933 года. В это же время Гернсбек ликвидирует свою издательсую компанию Stellar Publishing и взамен основывает новую — Continental Publishing. В период реорганизации журнал пропускает июльский и сентябрьский номера, но с октября ежемесячный график выхода номеров восстанавливается.
На должность редактора-ассистента Гернсбек приглашает за очень скромную зарплату молодого любителя фантастики Чарлза Д. Хёнига, не имевшего никакого опыта, однако хорошо знавшего фантастику и фэндом. Сообщество американских любителей фантастики постепенно самоорганизовывалось, и Гернсбек решил, что оно может быть устойчивой читательской базой для журнала. В февральском номере «Wonder Stories» 1934 года публикуется объявление о создании Лиги научной фантастики, которая стала первой действительно общенациональной фэн-ассоциацией. Начавшая регулярная публикация в журнале материалов, посвященных жизни фэндома, усилила связь журнала с «организованными» любителями фантастики, но число их было не так велико, как надеялся Гернсбек.
В это время позиции «Astounding», которым начал руководить опытный редактор Ф. Орлин Тримейн, заметно усилились, и Хёниг сделал попытку усовершенствовать редакционную политику «Wonder Stories». Он объявил, что будет принимать для публикации только совершенно оригинальные произведения с неизбитыми идеями и сюжетами. Этот внешне разумный подход на деле обернулся резким снижением уровня публикуемых произведений: во-первых, в «Astounding» авторам больше и быстрее платили и самые значительные произведения предлагались в первую очередь туда; во-вторых, с Хёнигом сыграла злую шутку его фэнская эрудиция — он знал фантастику слишком хорошо, а потому регулярно отвергал произведения, сюжеты и идею которых сочли бы оригинальными 90 % читателей «Wonder Stories». Среди заметных авторов, привлечённых Хёнигом, можно упомянуть лишь Эандо Биндера и Стэнли Уэйнбаума — новелла последнего «Марсианская одиссея» («A Martian Odyssey»), опубликованная в июльском номере 1934 года, стала безусловной классикой жанра. Авторский актив журнала пополнили в этот период также Стэнтон Коблентц и австралиец Алан Коннелл.
Снижение популярности журнала и финансовые трудности привели к тому, что Гернсбек решил переключиться на более надёжные проекты, рассчитанные на более широкую аудиторию. В конце 1935 года «Wonder Stories» начинает выходить с периодичностью один номер в два месяца, а выпуск за март-апрель 1936 года становится последним — Гернсбек продаёт журнал компании Standard Magazines, которая в августе того же года, целиком переориентировав журнал на молодёжную аудиторию, возобновляет его выпуск под новым названием «Thrilling Wonder Stories» (1936—1955).

## Обложки
Обложки всех номеров журнала делал Фрэнк Р. Пауль.

«Wonder Stories», октябрь 1930 года
«Wonder Stories», январь 1932 года
«Wonder Stories», март 1932 года
«Wonder Stories», февраль 1933 года
«Wonder Stories», февраль 1934 года